# Conector C
El conector C es un tipo de conector RF utilizado para terminar un cable coaxial, usualmente en aplicaciones industriales y militares. Las especificaciones de la interfaz para el C y muchos otros conectores similares están referenciados en MIL-STD-348. El conector usa cerraduras tipo bayoneta de doble perno. El conector C fue inventado por el ingeniero de Amphenol Carl Concelman. Es resistente a la intemperie sin ser demasiado voluminoso. La disposición de acoplamiento es similar a la del conector BNC. Puede usarse hasta 11 GHz y tiene una capacidad nominal de hasta 1500 voltios. 

## Características eléctricas
- 'Impedancia: 50 - 75 Ω
- Frecuencia: 0 - 11 GHz
- Tensión máxima de pico: 1500 V
- Rango de temperatura: -65 °C a +165 °C